# Simonswald
Simonswald è un comune tedesco di 3 058 abitanti, situato nel land del Baden-Württemberg.